# ماري جونز (ممثلة)
ماري جونز (بالإنجليزية: Marie Jones)‏ هي كاتِبة وكاتبة مسرحية وممثلة بريطانية، ولدت في 1951 في بلفاست في المملكة المتحدة.

## وصلات خارجية
- ماري جونز على موقع IMDb (الإنجليزية)
- ماري جونز على موقع قاعدة بيانات برودواي على الإنترنت (الإنجليزية)
- ماري جونز على موقع قاعدة بيانات الفيلم (الإنجليزية)